# Turniej o Puchar Burmistrza Rawicza 2008
Puchar Burmistrza Rawicza 2008 – turniej żużlowy, rozegrany po raz 14. w Rawiczu, w którym zwyciężył Sebastian Ułamek.

## Finał
- Rawicz, 17 sierpnia 2008
- Sędzia: Ryszard Bryła

| Msc. | Zawodnik           | Klub         | Pkt |             |  |
| ---- | ------------------ | ------------ | --- | ----------- |  |
| 1    | Sebastian Ułamek   | Częstochowa  | 15  | (3,3,3,3,3) |  |
| 2    | Rafał Okoniewski   | Bydgoszcz    | 12  | (3,1,3,2,3) |  |
| 3    | Tomasz Jędrzejak   | Wrocław      | 11  | (2,3,1,2,3) |  |
| 4    | Adam Skórnicki     | Poznań       | 11  | (3,2,3,2,1) |  |
| 5    | Marcel Kajzer      | Rawicz       | 10  | (3,3,1,1,2) |  |
| 6    | Robert Miśkowiak   | Ostrów Wlkp. | 10  | (2,2,2,3,1) |  |
| 7    | Matej Ferjan       | Słowenia     | 9   | (0,1,3,3,2) |  |
| 8    | Piotr Dym          | Rawicz       | 8   | (0,2,2,1,3) |  |
| 9    | Michał Szczepaniak | Częstochowa  | 8   | (2,3,2,0,1) |  |
| 10   | Maciej Janowski    | Wrocław      | 7   | (2,2,0,1,2) |  |
| 11   | Marcin Nowaczyk    | Rawicz       | 6   | (1,0,2,2,1) |  |
| 12   | Zbigniew Suchecki  | Poznań       | 5   | (1,1,w,3,0) |  |
| 13   | Norbert Kościuch   | Poznań       | 4   | (0,1,1,d,2) |  |
| 14   | Ronnie Jamroży     | Rawicz       | 3   | (1,d,1,1,0) |  |
| 15   | Krystian Klecha    | Tarnów       | 1   | (1,0,0,d,0) |  |
| 16   | Sławomir Drabik    | Tarnów       | 0   | (0,d,0,0,d) |  |